# NGC 375
NGC 375 es una galaxia elíptica de la constelación de Piscis.
Fue descubierta el 1 de diciembre de 1874 por el astrónomo Lawrence Parsons.